# ريس نيكلسون
ريس نيكلسون (بالإنجليزية: Rhys Nicholson)‏ هو ترفيهي أسترالي، ولد في 22 أبريل 1990 في نيوكاسل في أستراليا.

## وصلات خارجية
- الموقع الرسمي
- ريس نيكلسون على موقع IMDb (الإنجليزية)
- ريس نيكلسون على موقع ميوزك برينز (الإنجليزية)
- ريس نيكلسون على موقع قاعدة بيانات الفيلم (الإنجليزية)
- ريس نيكلسون على موقع ليتربوكسد (الإنجليزية)